# Parrot AR.Drone
 (mai 2025).
- Si vous ne connaissez pas le sujet, laissez ce bandeau (vous pouvez alors contacter les auteurs).
- Si vous supprimez le contenu mis en cause (vous pouvez préalablement contacter les auteurs),

argumentez précisément cette suppression dans la page de discussion
(un manque de référence n'est pas un argument ; une recherche réelle de référence doit avoir été effectuée, être formellement documentée).
Pour les articles homonymes, voir Drone (homonymie).
Suivant
L’AR.Drone est un drone civil conçu par la société française Parrot SA.

## Réalité augmentée
L'AR.Drone dispose de fonctions de réalité augmentée permettant d'ajouter des éléments virtuels contextuels à l'affichage réel. Plus concrètement, les images transmises par la caméra frontale du drone ainsi que ses capteurs, permettront à l'application de commande sur l'iPhone[source insuffisante] d'ajouter par exemple des ennemis virtuels à abattre, ou encore de détecter un autre AR.Drone pour engager un combat mi-réel mi-virtuel en multijoueurs.

## Kit de développement
Parrot a mis à disposition du grand public un kit de développement (SDK) afin de permettre aux utilisateurs confirmés de développer de nouvelles fonctionnalités pour le AR.Drone.

## Pilotage

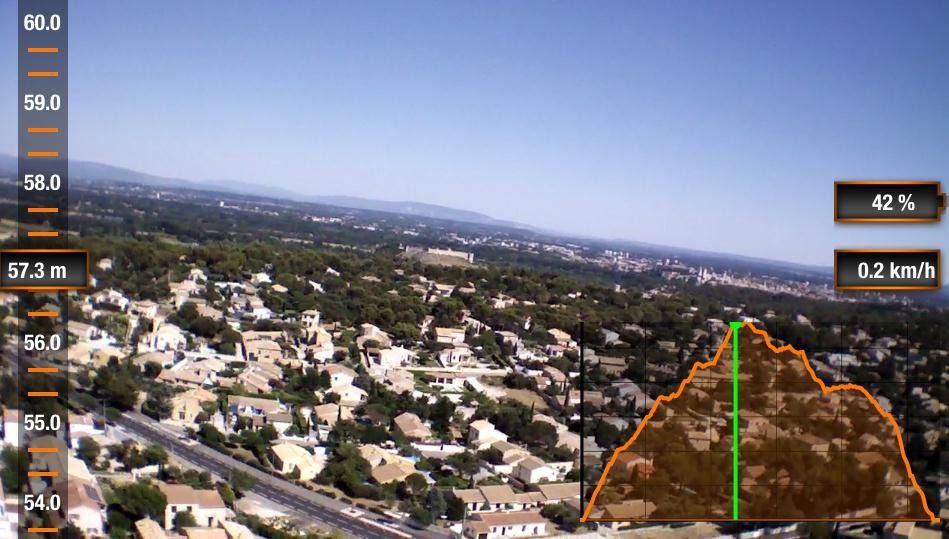
Vue des faubourgs d'Avignon, France, depuis un AR.Drone 2.0 avec son affichage tête haute (HUD).

L'AR.Drone est équipé d'une caméra frontale, les images étant retransmises sur un écran de smartphone. Le pilote peut voir sur son écran de son terminal de contrôle (iPhone, iPad ou équipement Android) ce que « voit » la caméra du drone comme s'il était dans le cockpit.
Le pilotage s'effectue grâce à l'accéléromètre du smartphone. Sur certaines applications, des commandes supplémentaires permettent d'effectuer des figures, de tirer, d'allumer ou éteindre les rotors, etc. Si la liaison Wifi vient à se couper, le drone dispose d'un pilote automatique qui le posera en douceur.
L'autonomie du drone est de 12 minutes environ, pour un temps de charge de 1h30. L'application de pilotage fournie par Parrot se nomme AR.Freeflight.

## Historique
L'AR.Drone est présenté au CES 2010 à Las Vegas et sort en août 2010 en France. Il dispose de fonctions de réalité augmentée.
En janvier 2012, Parrot lance l'AR.Drone 2.0 avec une caméra HD 720p et WiFi n. Il dispose de la fonction « flip », ainsi que des améliorations concernant la stabilité et le design et possède désormais un baromètre et un magnétomètre.

## Caractéristiques techniques

### AR.Drone1regénération
Système électronique embarqué
- ARM 9 à 468 MHz
- DDR 128 Mo à 200 MHz
- Wi-Fi b/g
- USB high speed
- Linux OS

Système de guidage inertiel
- Accéléromètre MEMS 3-axes
- Gyromètre à 2-axes

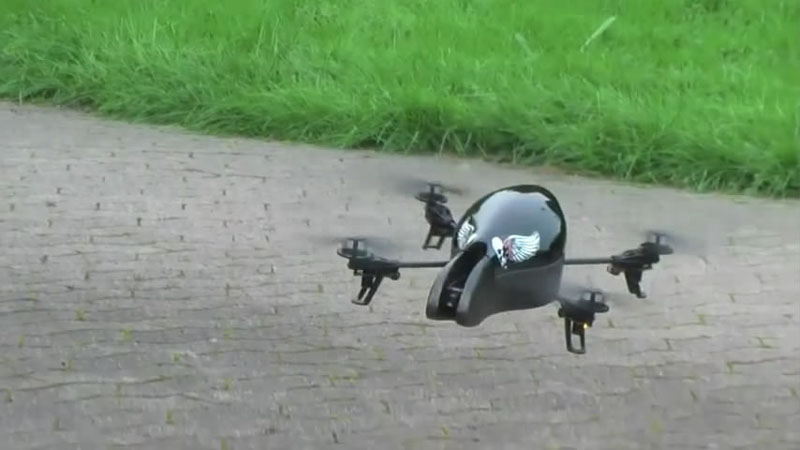
Un AR.Drone 1re génération en vol.

- Gyromètre de précision à 1-axe (axe vertical, ou lacet)

Spécifications
- Vitesse en vol : 5 m/s ; 18 km/h
- Poids :
  - 380 g avec la coque d'extérieur
  - 420 g avec la coque d'intérieur
- Autonomie : environ 12 minutes

Sécurité
- Coque en EPP pour les vols en intérieur.
- Arrêt automatique des hélices en cas de contact
- Batterie UL2054
- Interface de contrôle avec un bouton d'arrêt d'urgence (coupe l'alimentation des moteurs)

Structure aéronautique
- Hélices à haute efficacité spécifique.
- Structure en fibre de carbone.

Moteurs et énergie
- 4 moteurs brushless (35 000 tr/min, puissance : 15 W)
- Batterie Lithium-polymère (trois cellules, 11,1 V, 1 000 mAh)
- Capacité de décharge : 10 C
- Temps de rechargement de la batterie : 90 minutes

Caméra frontale
- Caméra grand angle 93°, capteur CMOS
- Enregistrement et diffusion directe des images sur iPhone
- Résolution caméra de 640×480 pixels (VGA)

Autre détecteurs de l'AR.Drone
- Validation des tirs des drones ennemis
- Estimation de la distance
- Positionnement d'objets virtuels
- Calcul des marqueurs d'objets virtuels
- Distance de détection : de 30 centimètres à 5 mètres

Altimètre à ultrason
- Fréquence d'émission : 40 kHz
- Portée de 6 mètres
- Sensibilité verticale

Caméra verticale
- Caméra à haute vitesse. 64° diagonale de la lentille, un capteur CMOS
- Fréquence vidéo : 60 images par seconde
- Permet la stabilisation, même avec un vent léger
- Résolution QVGA (320×240)

### AR.Drone2egénération
Système électronique embarqué

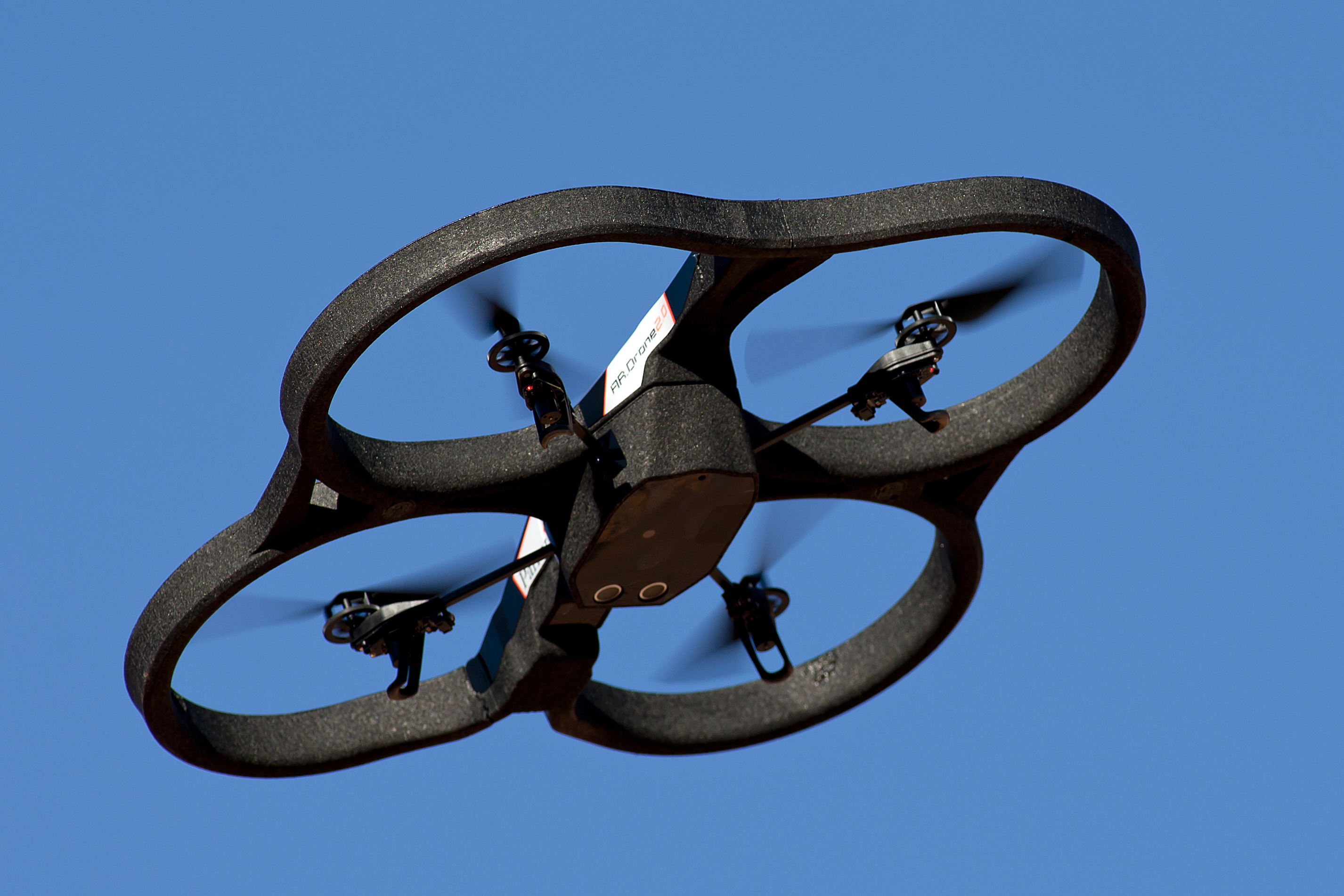
AR.Drone 2.0.

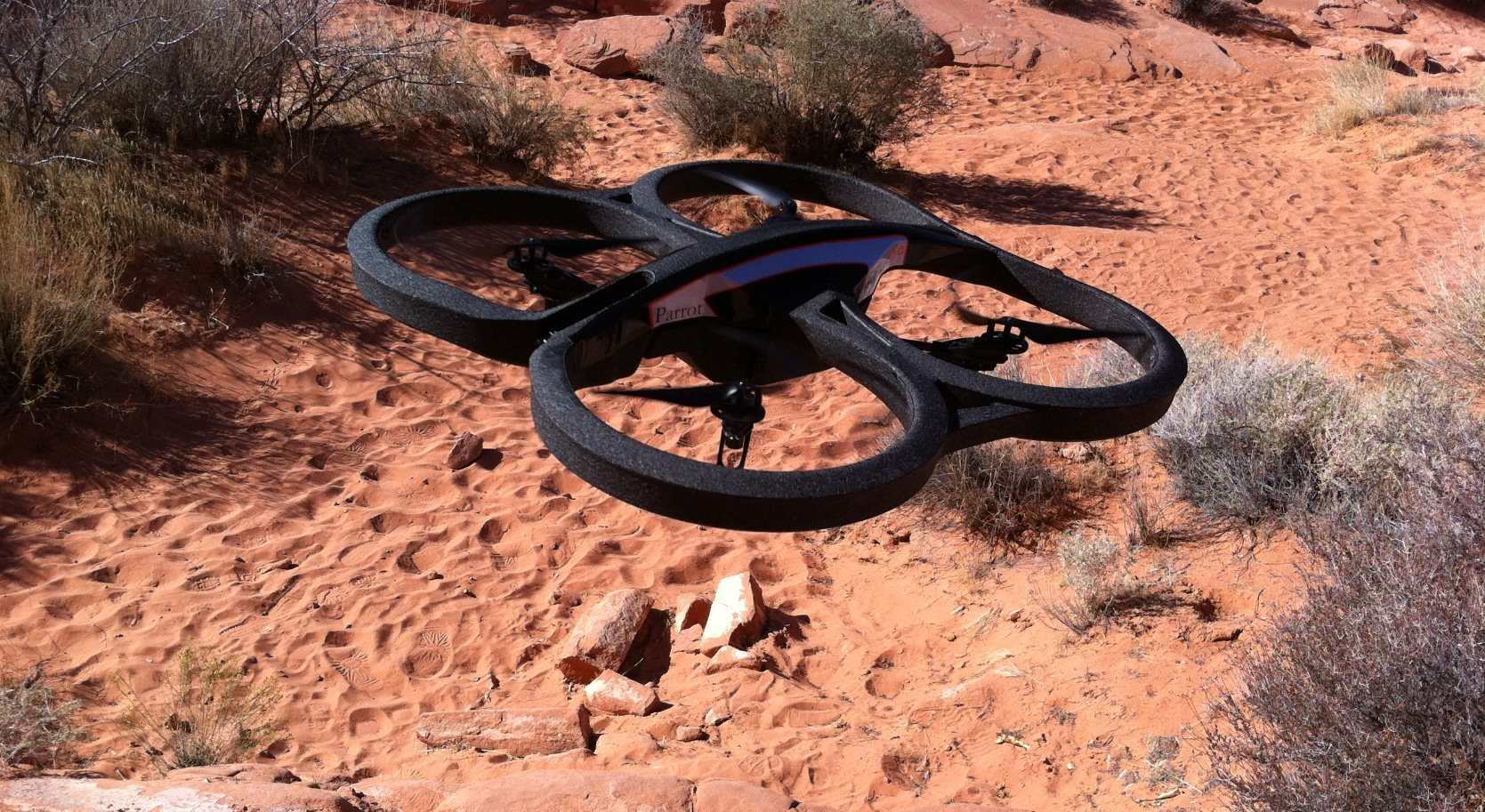
Un AR.Drone 2.0.

- Processeur ARM Cortex A8 Cadencé à 1 GHz
- DSP Vidéo Cadencé à 800 MHz
- 128 Mo de RAM DDR2 à 200 MHz
- 128 Mo de Flash
- Wi-Fi b/g/n
- USB high speed (2.0)
- Linux OS 2.6.32

Système de guidage inertiel
- Accéléromètre MEMS 3-axes
- Gyroscope à 3-axes
- Magnétomètre à 3-axes
- Capteur de Pression

Spécifications
- Vitesse en vol : 5 m/s ; 18 km/h
- Poids :
  - 380 g avec la coque d'extérieur
  - 420 g avec la coque d'intérieur
- Autonomie : environ 12 minutes

Sécurité
- Coque en EPP pour les vols en intérieur.
- Arrêt automatique des hélices en cas de contact
- Batterie UL2054
- Interface de contrôle avec un bouton d'arrêt d'urgence (coupe l'alimentation des moteurs)

Structure aéronautique
- Hélices à haute efficacité spécifique.
- Structure en fibre de carbone.

Moteurs et énergie
- 4 moteurs brushless (28 500 tr/min, puissance : 14,5 W)
- Batterie Lithium-polymère (trois cellules ; 11,1 V ; 1 000 mAh)
- Capacité de décharge : 10 C
- Temps de rechargement de la batterie : 90 minutes

Caméra frontale
- Caméra grand angle 92°, capteur CMOS
- Enregistrement et diffusion directe des images sur iPhone ou sur clef USB
- Résolution caméra de 1280×720 pixels à 30 images par seconde (HD)

Caméra Verticale
- Caméra à haute vitesse. 64° diagonale de la lentille, Capteur CMOS
- Enregistrement et diffusion directe des images sur iPhone ou sur clef USB
- Résolution de 320×240 (QVGA) à 60 images par seconde
- Utilisée pour mesurer la vitesse au sol
- Permet la stabilisation, même avec un vent léger

Autre détecteurs de l'AR.Drone
- Validation des tirs des drones ennemis
- Estimation de la distance
- Positionnement d'objets virtuels
- Calcul des marqueurs d'objets virtuels
- Distance de détection : de 30 centimètres à 5 mètres

Altimètre à ultrason
- Fréquence d'émission : 40 kHz
- Portée de 6 mètres
- Sensibilité verticale

## Présentation

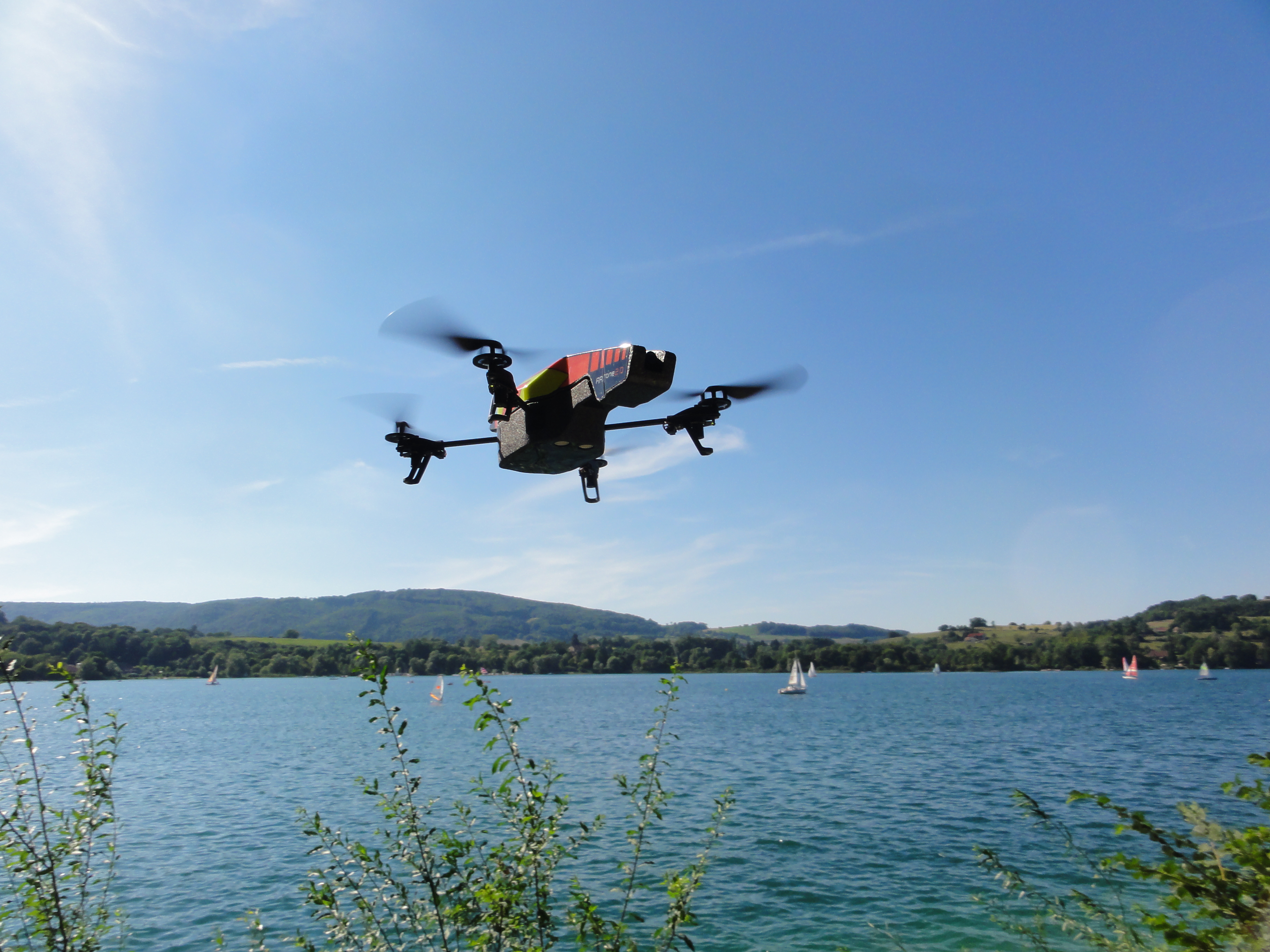
Un AR.Drone en vol.

L'AR.Drone est un hélicoptère quadrirotor qui peut se piloter avec un appareil sous iOS, Android ou Symbian (téléphones Nokia) via une liaison Wi-Fi.
Il est principalement dédié au divertissement mais dispose d'équipements sophistiqués tels qu'une caméra frontale pour le pilotage, une seconde verticale pour la stabilisation, un accéléromètre trois axes, deux gyroscopes, un émetteur et un récepteur à ultrasons permettant de calculer l'altitude, de nombreux capteurs ainsi qu'un ordinateur embarqué fonctionnant sur noyau Linux.

### Réalité augmentée
L'AR.Drone dispose de fonctions de réalité augmentée permettant d'ajouter des éléments virtuels contextuels à l'affichage réel. Plus concrètement, les images transmises par la caméra frontale du drone ainsi que ses capteurs, permettront à l'application de commande sur l'iPhone[source insuffisante] d'ajouter par exemple des ennemis virtuels à abattre, ou encore de détecter un autre AR.Drone pour engager un combat mi-réel mi-virtuel en multijoueurs.

### Kit de développement
Parrot a mis à disposition du grand public un kit de développement (SDK) afin de permettre aux utilisateurs confirmés de développer de nouvelles fonctionnalités pour le AR.Drone.